# 侯公
侯公（?—?），楚汉战争时，漢王刘邦的谋士。
前203年，漢军兵多粮足，項羽兵少粮乏。韓信又从齐国進兵攻打楚国，刘邦派遣陸賈劝說項羽，送回刘太公，項羽不聽。漢王刘邦派侯公去劝說項羽，項羽與刘邦缔約，中分天下，割鴻溝以西為漢，鴻溝以東為楚。九月，項羽歸还刘邦父母妻儿。项羽軍中大呼萬歲。漢王封侯公為平國君。侯公藏起来不肯再見。漢王说：「此天下辯士，所居傾國，故號為平國君。」約成，項羽解围東歸。漢王刘邦想要西歸，張良、陳平劝諫他趁机灭项羽，刘邦同意，垓下一战灭项。